# Daniel Westlén
Lars Daniel Westlén, född 23 maj 1976 i Sollentuna församling, Stockholms län, är en svensk liberal. Han är statssekreterare på Klimat- och näringslivsdepartementet hos Sveriges klimat- och miljöminister Romina Pourmokhtari sedan 2022.

## Avhandlingar
- 2001 – A cost benefit analysis of an accelerator driven transmutation system (Kungliga tekniska högskolan).[5]
- 2005 – Transmutation of nuclear waste in gas-cooled sub-critical reactors (Stockholm).[6]
- 2007 – Why faster is better: on minor actinide transmutation in hard neutron spectra (Kungliga tekniska högskolan).[7]